# Tanjung Bonai Aur
Tanjung Bonai Aur is een bestuurslaag in het regentschap Sijunjung van de provincie West-Sumatra, Indonesië. Tanjung Bonai Aur telt 4495 inwoners (volkstelling 2010).